# Abdju

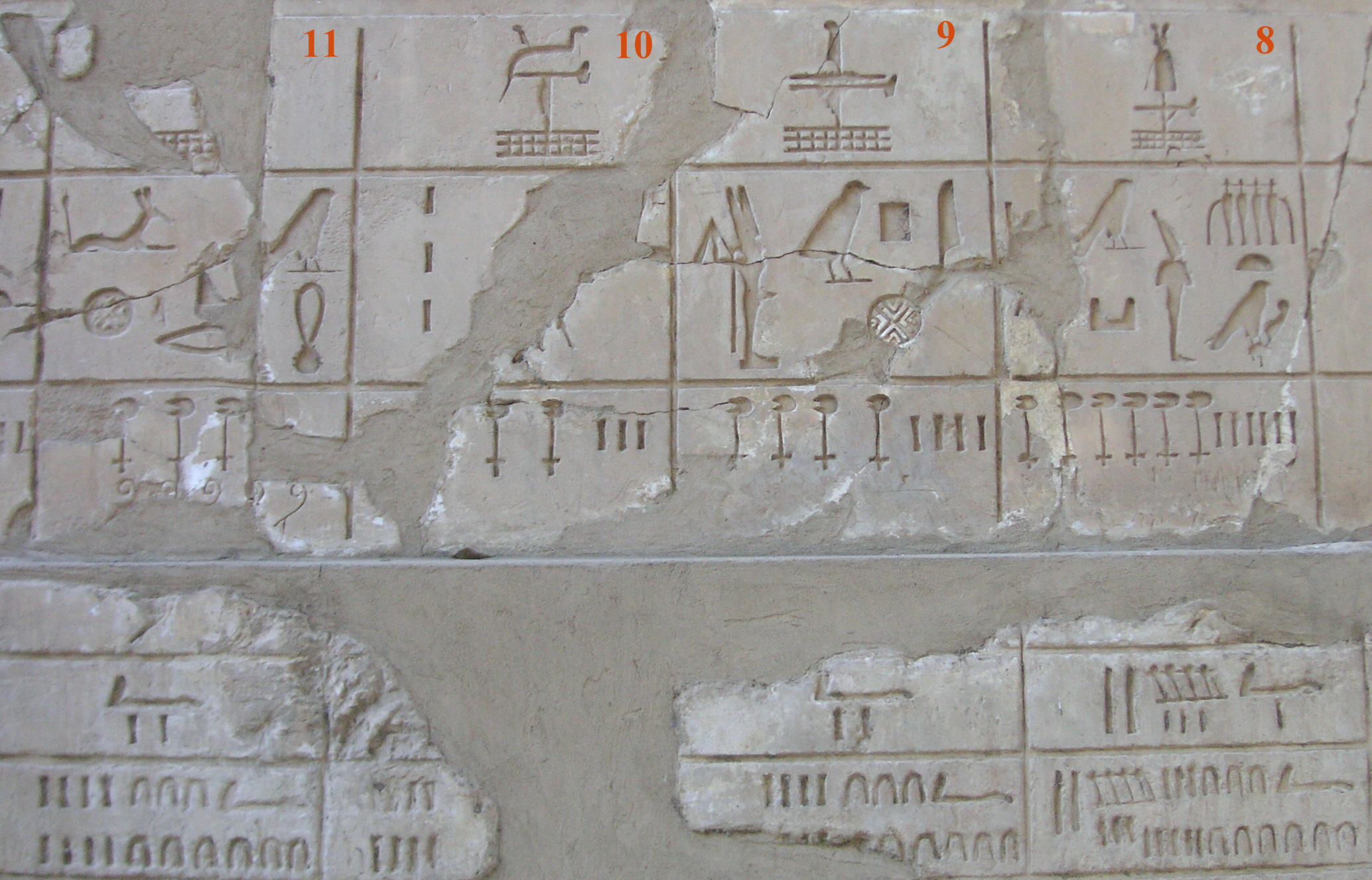
Abdju, län 8 på "Vita kapellets" vägg i Karnak.

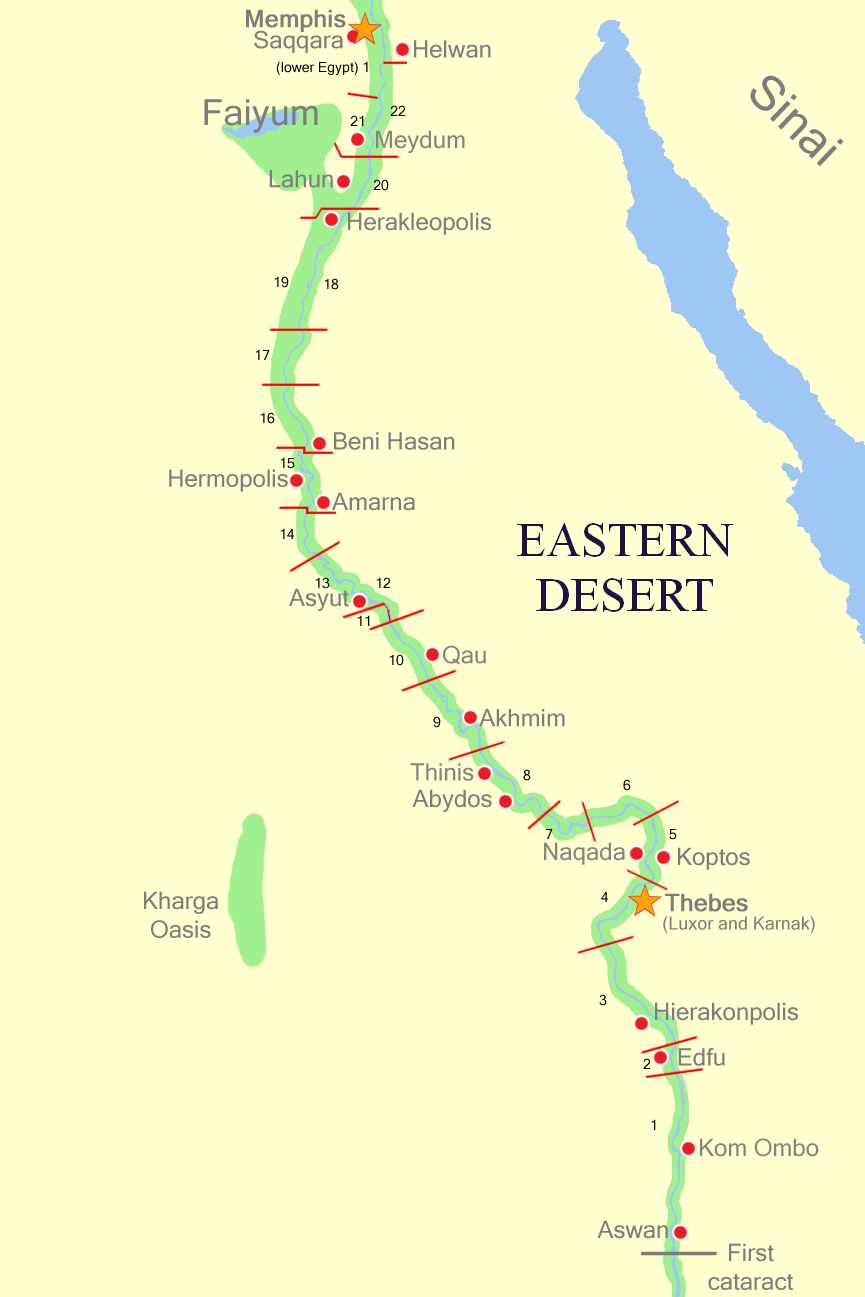
Lägeskarta över nomoi i Övre Egypten.

Abdju ("Stora landet", även Ta-Wer) var ett av de 42 nomoi (länen) i Forntida Egypten.
| R17 · R12 · N24 |

Abdju med hieroglyfer.

## Geografi
Abdju var ett av de 22 nomoi i Övre Egypten och hade nummer 8.
Länets yta var cirka 6 cha-ta (cirka 15,0 hektar, 1 cha-ta motsvarar 2,75 ha) med en längd om cirka 6 iteru (cirka 63 km, 1 iteru motsvarar 10,5 km).
Niwt (huvudorten) var Tjeni/Thinis (dagens Jirja), övriga större orter var Abdju/Osiris (dagens Abydos).

## Historia
Varje län styrdes av en nomark som officiellt lydde direkt under faraon.
Varje Niwt hade ett Het net (tempel) tillägnad områdets skyddsgud och ett Heqa het (nomarkens residens).
Länets skyddsgud var Khenti-Amentiu och bland övriga gudar dyrkades Anhur, Isis och Osiris.
Idag ingår området i guvernementet Sohag.